# آپر کومبران
آپر کومبران (به انگلیسی: Upper Cwmbran) یک منطقهٔ مسکونی در بریتانیا است که در تورواین واقع شده‌است. آپر کومبران ۴٫۷۴ کیلومتر مربع مساحت و ۵٬۲۲۸ نفر جمعیت دارد.